# دهستان بلهرات
دهستان بلهرات، یکی از دهستان‌های بخش بلهرات شهرستان میان‌جلگه در استان خراسان رضوی ایران است. مرکز این دهستان، روستای ریگی است.

## جمعیت
بر پایه سرشماری عمومی نفوس و مسکن در سال ۱۳۹۵، جمعیت دهستان بلهرات برابر با ۴٬۸۵۴ نفر بوده است.